# 시린 폴로
시린 폴로는 일반적으로 페르시아 결혼식 쌀밥 또는 나팔절 쌀밥으로 알려져 있으며, 결혼식과 같은 특별한 행사를 기념하기 위해 흔히 제공되는 전통적인 페르시아 쌀 필라프이다. 이는 모라싸 폴로(직역: '보석밥')의 간소화된 버전이다.
전 세계의 페르시아 유대인 공동체에서는 종종 부림절, 유월절, 나팔절 및 유대교 대축일과 같은 명절과 관련이 있다. 라마단 기간에는 이프타르로 제공된다.

## 개요
시린 폴로는 일반적으로 결혼식, 생일, 명절과 같은 축하 행사에서 제공된다. 이것은 페르시아식으로 찐 밥 위에 매자나무 열매, 살구, 대추와 같은 견과류와 말린 과일을 얹은 것이다.

## 준비

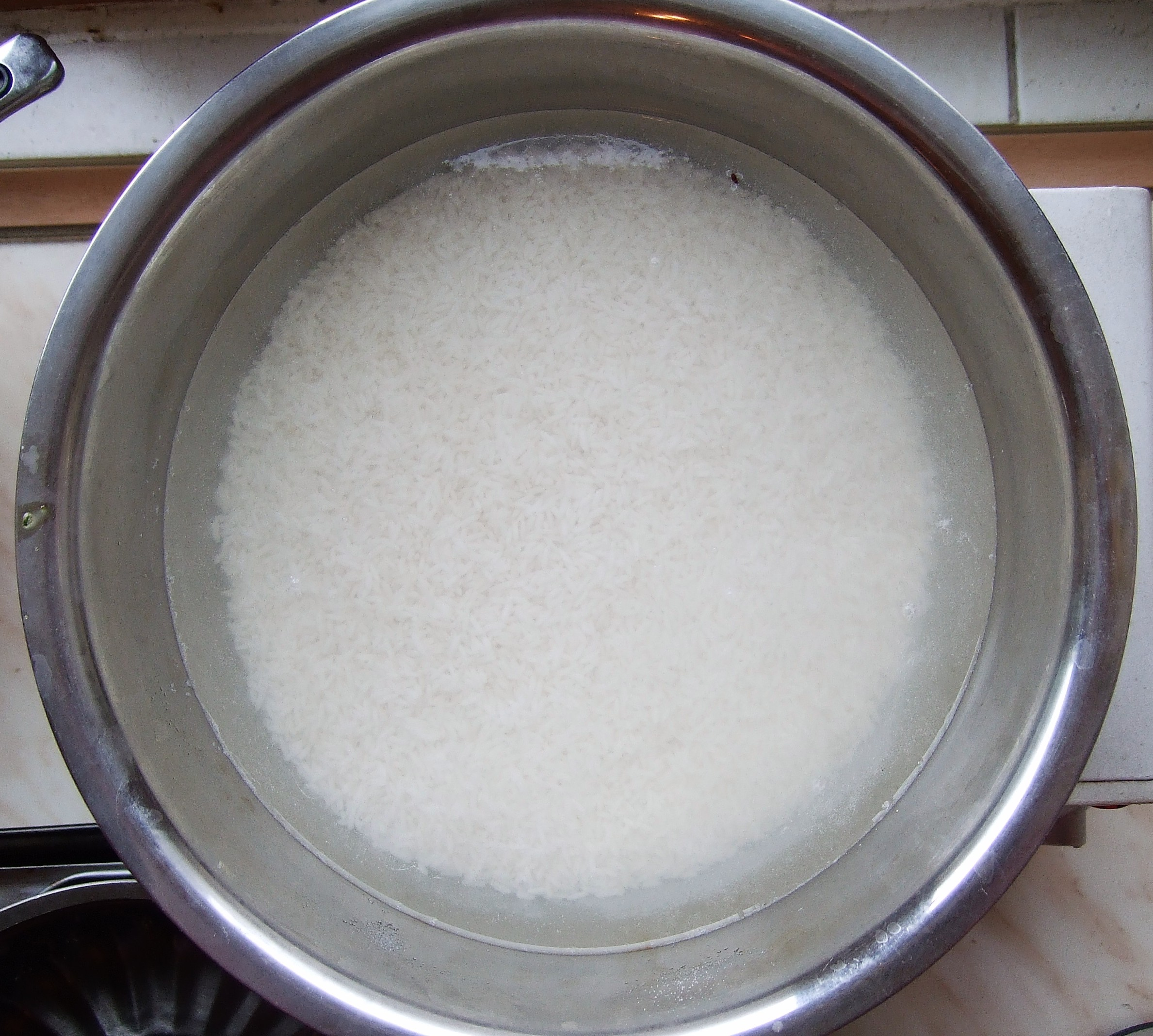
시린 폴로를 위해 불리고 있는 쌀

시린 폴로는 일반적으로 페르시아식으로 쌀을 불리고 끓인 다음, 식용유, 사프란 또는 쿠르쿠마 롱가 및 기타 향신료와 양념을 섞은 후 물을 빼고 찐다. 때로는 바삭한 크러스트인 타흐딕을 넣어 준비하기도 한다. 요리된 후에는 서빙 접시에 타흐딕을 장식으로 얹어 꺼낸다. 그런 다음 살구, 매자나무 열매, 대추, 자두와 같은 말린 과일과 피스타치오, 아몬드, 호두 또는 개암과 같은 견과류, 때로는 오렌지 껍질을 위에 얹는다. 말린 과일과 견과류는 통째로 또는 다져서 사용할 수 있다.

## 제공
시린 폴로는 종종 양념된 구운 닭고기와 함께 제공된다.

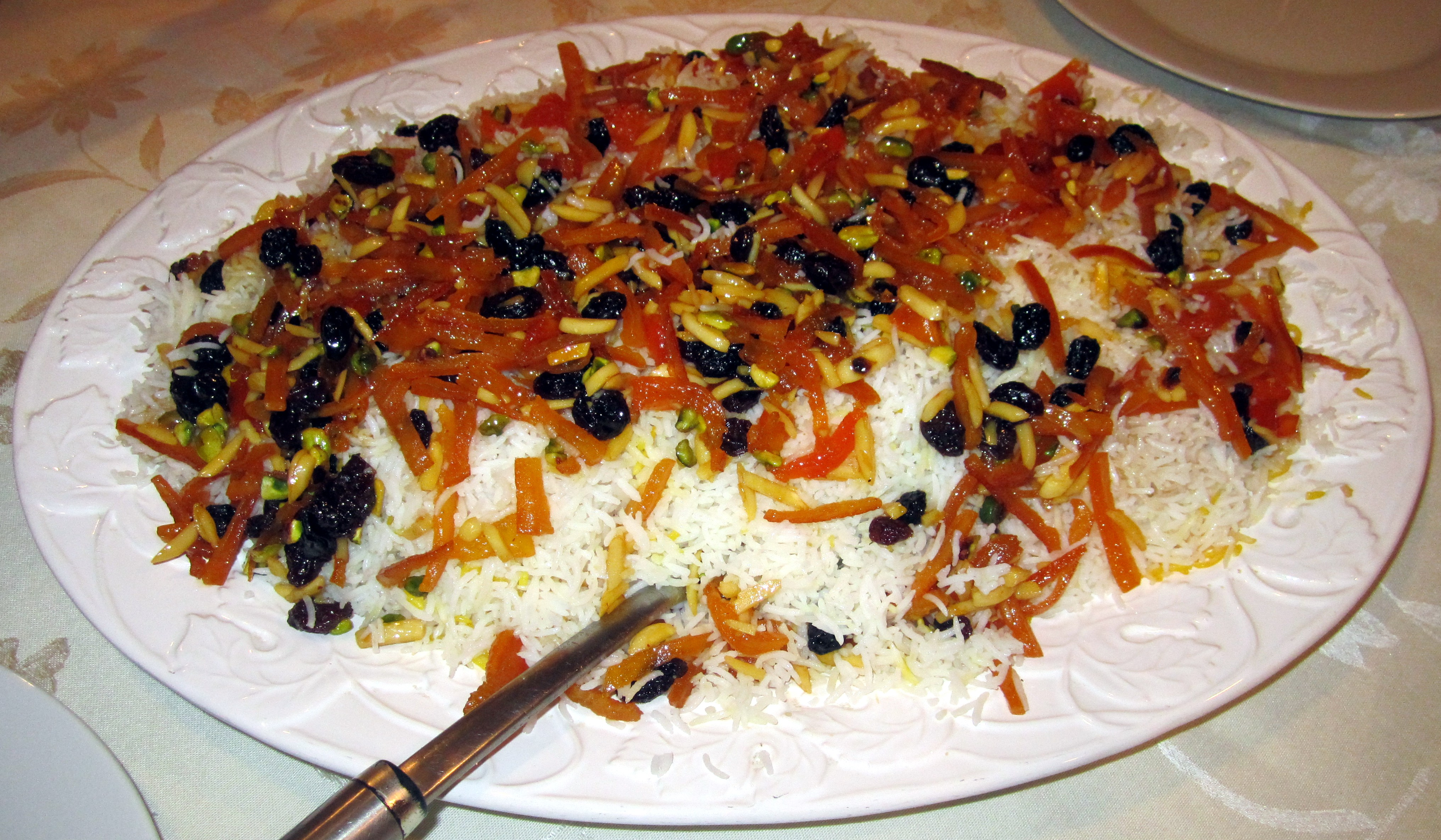
설탕에 절인 오렌지 껍질을 얹은 시린 폴로

## 같이 보기
- 쌀 요리 목록